# Парад вермахта перед частями РККА в Бресте

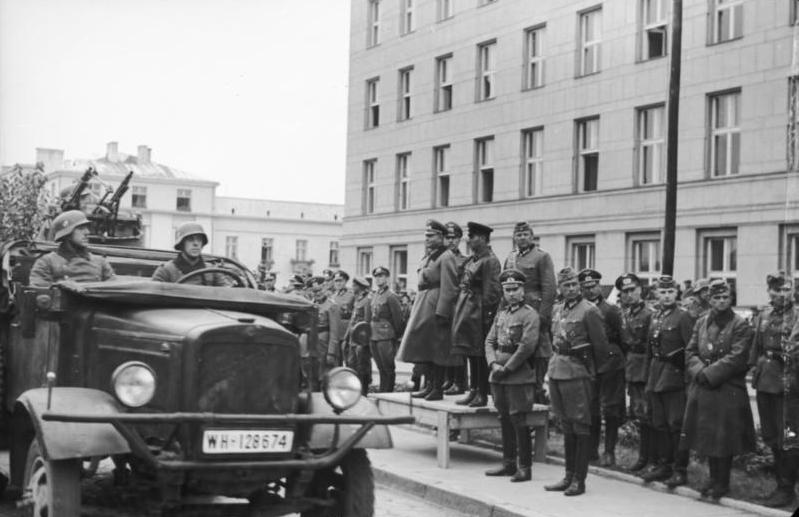
Брест, 22 сентября 1939 года. На трибуне — немецкий генерал Хайнц Гудериан и советский комбриг Семён Кривошеин.

Парад вермахта перед частями РККА в Бресте (в немецком оригинале советско-германского плана передачи города — «Vorbeimarsch») — прохождение маршем по центральной улице  Бреста (Бреста-над-Бугом) подразделений XIX моторизованного корпуса вермахта (командир корпуса — генерал танковых войск Гейнц Гудериан), за которым наблюдали в качестве зрителей экипажи 29-й отдельной танковой бригады РККА (командир — комбриг Семён Кривошеин), состоявшееся 22 сентября 1939 года, во время официальной процедуры передачи советской стороне  Бреста и Брестской крепости, захваченных немецкими войсками в ходе вторжения в Польшу.

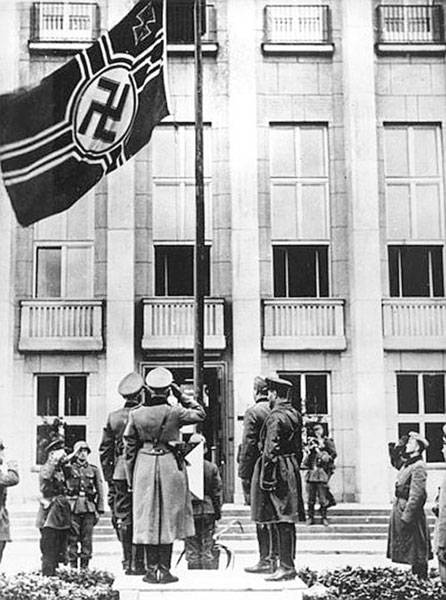
Гудериан и Кривошеин под Государственным военным флагом Германского рейха в Бресте

Процедура завершилась торжественным спуском германского флага и поднятием советского флага.
Передача города происходила согласно советско-германскому протоколу об установлении демаркационной линии на территории бывшего Польского государства, подписанному 21 сентября 1939 года представителями советского и немецкого командований. Событие было заснято для киножурнала Die Deutsche Wochenschau.

## События в Бресте
14 сентября город Брест был занят 19-м моторизованным корпусом вермахта под командованием генерала Гудериана. 17 сентября немецкие войска взяли Брестскую крепость. 20 сентября к Бресту подошли части 29-й танковой бригады комбрига Кривошеина, и начались переговоры о передаче Бреста и Брестской крепости. Переговоры продолжались и на следующий день, а уже в 10 часов утра 22 сентября германский военный флаг, развевавшийся над крепостью ровно пять суток, был под звуки немецкого оркестра спущен, и подразделения 76-го пехотного полка вермахта покинули крепость. Во второй половине дня 22 сентября так же организованно и без эксцессов немцы вышли и из Бреста, уступив город советским войскам.
Гудериан действительно хотел провести полноценный совместный парад, однако затем согласился на процедуру, предложенную командиром 29-й танковой бригады С. М. Кривошеиным: «В 16 часов части вашего корпуса в походной колонне, со штандартами впереди, покидают город, мои части, также в походной колонне, вступают в город, останавливаются на улицах, где проходят немецкие полки, и своими знамёнами салютуют проходящим частям. Оркестры исполняют военные марши».
Приказ по 20-й немецкой дивизии от 21 сентября гласит: «1. По случаю принятия Брест-Литовска советскими войсками 22.9.1939 г. во второй половине дня предварительно между 15:00 и 16:00 состоится прохождение маршем у здания штаба 19-го армейского корпуса перед командиром 19 АК Гудерианом и командиром советских войск… В прохождении маршем участвуют германские и советские подразделения».

### Договорённость с советскими офицерами о передаче Брест-Литовска

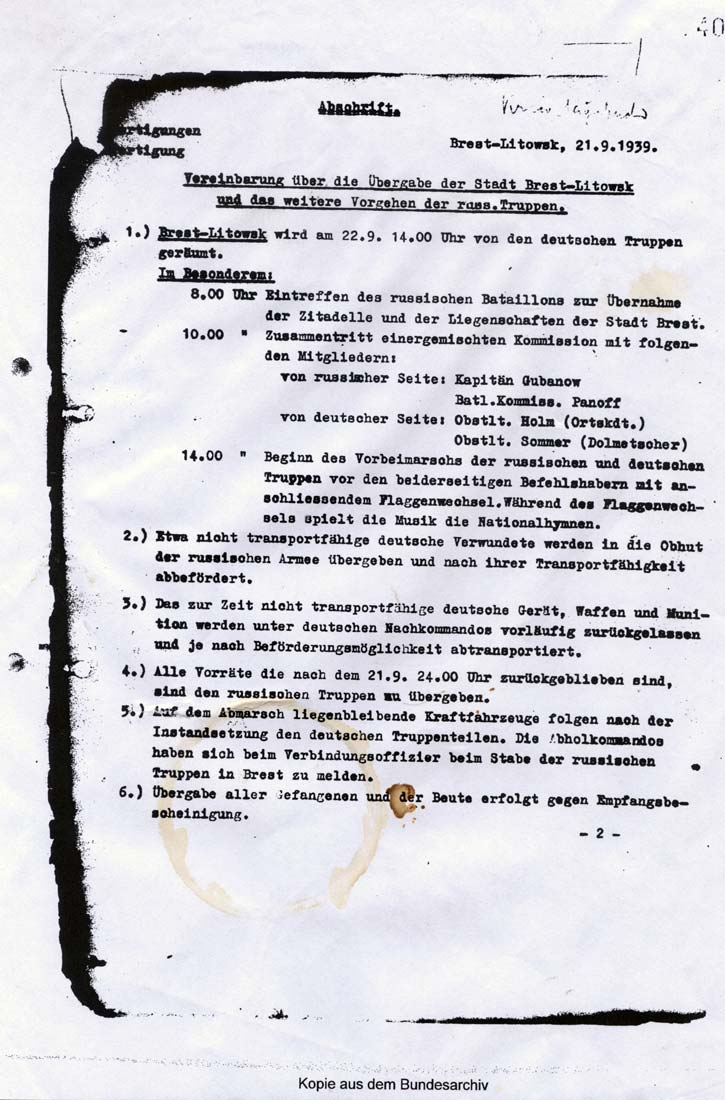

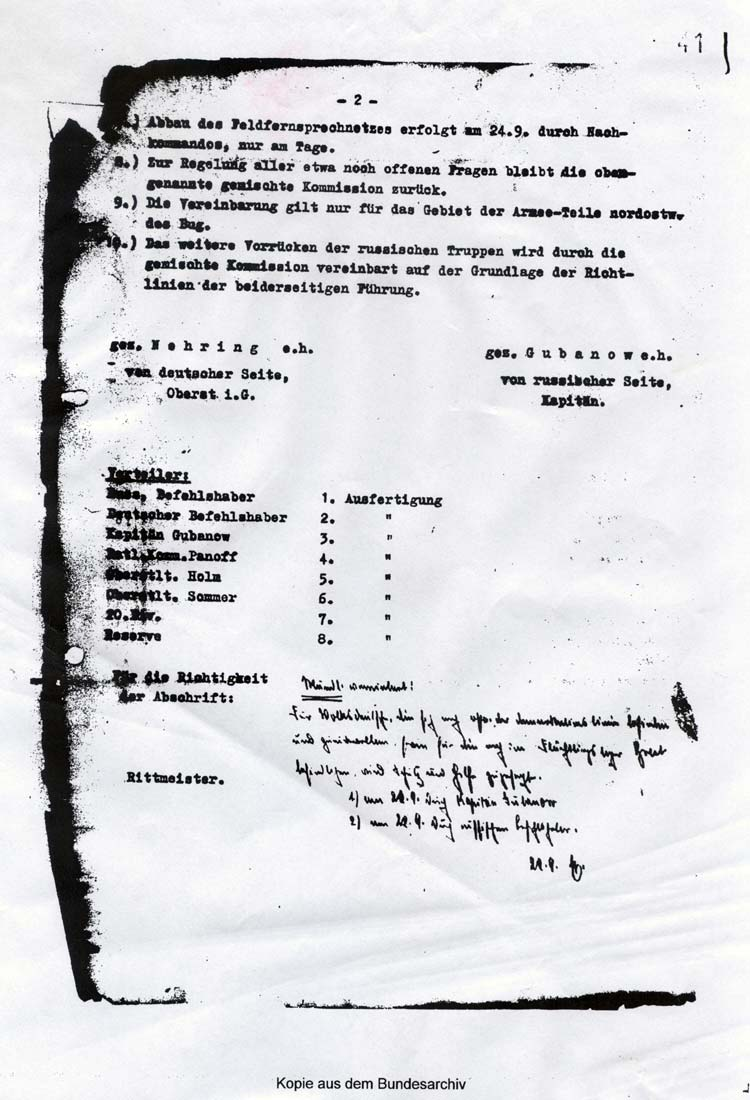

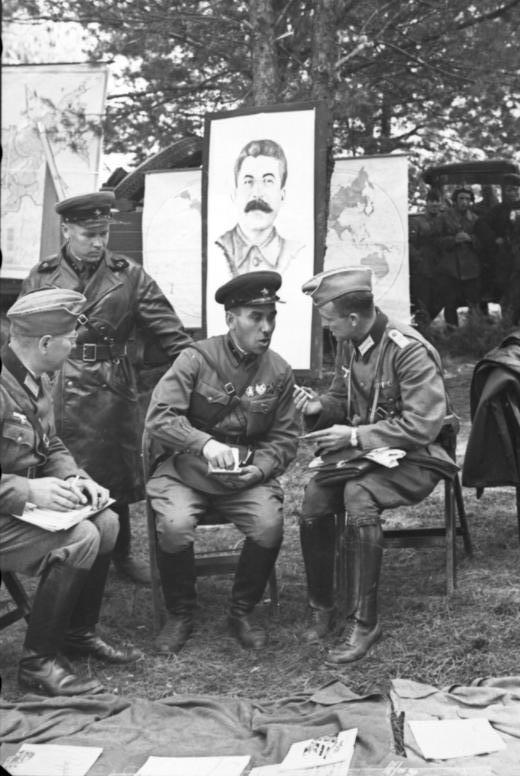
Участники парада на фоне портрета Сталина

В Бундесархиве находится документ «Vereinbarung mit sowjetischen Offizieren über die Überlassung von Brest-Litowsk» («Договорённость с советскими офицерами о передаче Брест-Литовска»):
/Перевод текста 1-й страницы документа/
Копия
Брест-Литовск, 21.9.1939.
Договорённость о передаче города Брест-Литовск и дальнейшее продвижение русс.[ких] войск.
1.) немецкие войска уходят из Брест-Литовска 22.9 в 14:00.
В частности:
8:00 Прибытие русского батальона для принятия крепости и земельной собственности города Брест.
10:00 Заседание смешанной комиссии в составе:
с русской стороны: капитан Губанов
ком.[иссар] бат.[альона] Панов /Panoff/
с немецкой стороны: подп.[олковник] Голм /Holm/ (коменд.[ант города])
подп.[олковник] Зоммер /Sommer/ (устный переводчик)
14:00 Начало прохождения маршем русских и немецких войск перед командующими с обеих сторон, завершающегося сменой флага. Во время смены флага исполняются национальные гимны.
2.) нетранспортабельные немецкие раненые передаются под надзор русской армии и при достижении транспортабельности отправляются.
3.) Нетранспортабельные в настоящее время немецкие приборы, оружие и боеприпасы временно оставляются немецкими подразделениями (Nachkommando) и по мере возможности доставки транспортируются.
4.) Все оставшиеся после 24:00 21.9 запасы передаются русским войскам.
5.) автомашины, вставшие из-за поломки на пути ухода, следуют после ремонта к немецким воинским частям. Эвакуационные группы должны уведомить о себе офицера связи при штабе русских войск в Бресте.
6.) Передача всех пленных и трофеев осуществляется с составлением передаточного акта.
/пометка — копия Бундесархива/
/Перевод текста 2-й страницы документа/
7.) сворачивание полевой телефонной сети осуществляется 24.9 только в дневное время подразделениями (Nachkommando).
8.) Для урегулирования всех ещё открытых вопросов остаётся вышеупомянутая смешанная комиссия.
9.) Договорённость действует только для территории нахождения армейских частей в северо-восточном напр.[авлении] к Бугу.
10.) Дальнейшее наступление русских войск согласуется смешанной комиссией на основании директив командования с обеих сторон.
подп.[исал] Неринг /Nehring/ собств.[енноручно] подп.[исал] Губанов собств.[енноручно]
с немецкой стороны, с русской стороны,
полковник, с.[лужба в] Г.[енштабе] капитан
Роздано:
Русс.[кий] командующий 1. экземпляр
Немецкий командующий 2. -
Капитан Губанов 3. -
Комис.[ар] батальона Панов 4. -
Подполк. Голм 5. -
Подполк. Зоммер 6. -
20. /неразборчиво/ 7. -
резерв 8. -
Копия верна: /неразборчиво, запись от руки/
Ритмайстер
/пометка — копия Бундесархива/
Позднее, однако, договорённость была изменена. Согласно журналу боевых действий XIX армейского корпуса,
При обсуждении проведения праздничной передачи [города] и прохождения торжественным маршем русский командующий [Кривошеин] высказал пожелание не задействовать его танки в прохождении, иначе советские экипажи не увидят прохождения немецких войск. В соответствии с этим пожеланием предусмотренный план праздника передачи был изменён следующим образом: прохождение советских танковых частей не состоится, а [советские] военный оркестр и экипажи должны построиться рядом с военным оркестром 20 дивизии [вермахта] напротив командующего.

## Воспоминания участников

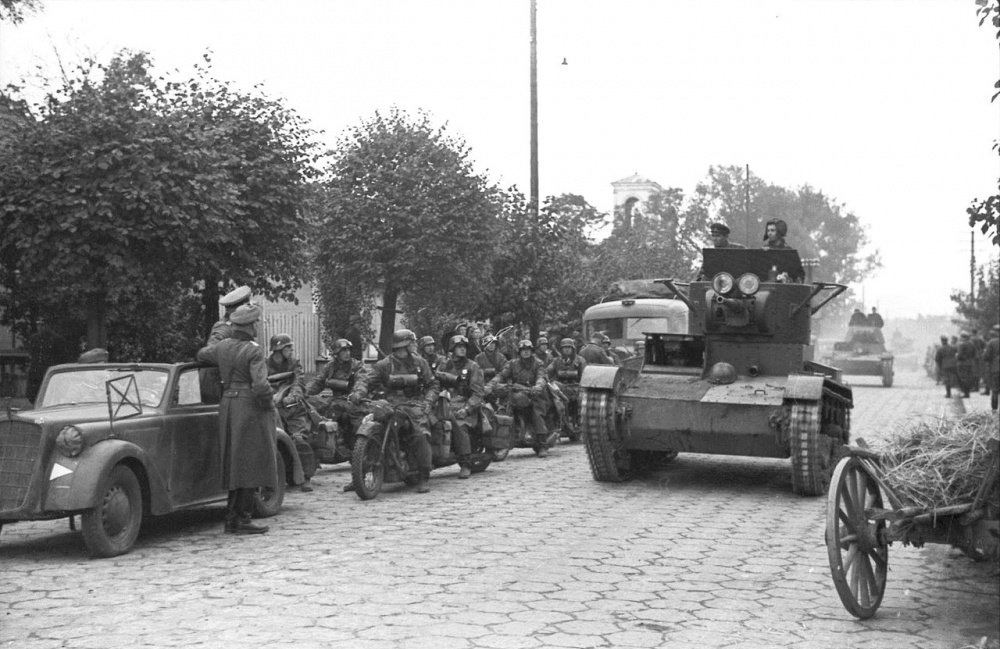
Советская танковая колонна проходит мимо группы стоящих немецких мотоциклистов. На переднем плане «командирский» Т-26 образца 1933 года с поручневой антенной

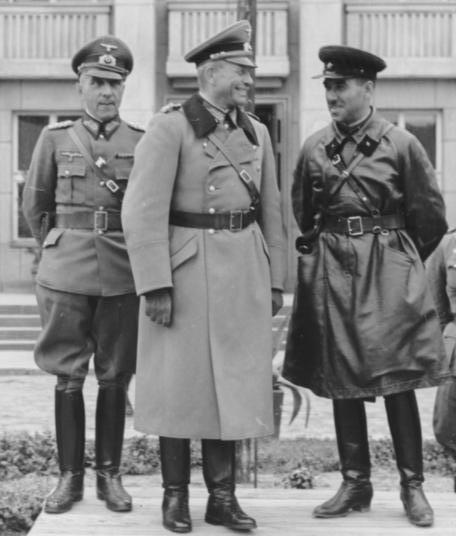
Гудериан и Кривошеин. Слева — генерал Мориц фон Викторин.

Согласно воспоминаниям командира 29-й отдельной танковой бригады Семёна Кривошеина, его подразделение получило вечером 20 сентября приказ командующего 4-й aрмии В. И. Чуйкова о занятии города и крепости Брест. С этой целью бригаде предстояло совершить 120-километровый ночной марш из Пружан (имевшиеся в бригаде танки Т-26 имели практическую дальность на одной заправке 90 км и рекомендованную скорость марша 18—22 км/ч). К утру 21 сентября передовые подразделения 29-й бригады приблизились к Бресту с северной стороны. Кривошеин в одиночку направился на переговоры с немецким командованием по поводу передачи города и крепости, отдав приказ о начале движения бригады в Брест в 14:00. Переговоры с Гудерианом, которые велись на понятном обоим французском языке, затянулись до вечера.
Кривошеин пишет, что Гудериан настаивал на проведении парада с предварительным построением частей обеих сторон на площади. Кривошеин попытался отказаться от проведения парада, ссылаясь на усталость и неподготовленность своих войск. Но Гудериан настаивал, указывая на пункт соглашения между вышестоящими командованиями, в котором оговаривался совместный парад. Кривошеину пришлось согласиться, однако он предложил следующую процедуру:
В 16 часов части корпуса Гудериана в походной колонне, со штандартами впереди, покидают город, а части Кривошеина, также в походной колонне, вступают в город, останавливаются на улицах, где проходят немецкие полки, и своими знамёнами салютуют проходящим частям. Оркестры исполняют военные марши.
Гудериан согласился на предложенный вариант, но отдельно оговорил, что будет присутствовать на трибуне вместе с Кривошеиным и приветствовать проходящие части.
Окончив вечером переговоры, Кривошеин отдал уже вступившей в город бригаде указание подготовить к параду 4-й батальон и бригадный оркестр, а также блокировать железную дорогу.
Состоявшееся на следующий день прохождение подразделений Кривошеин описал так:
В 16:00 я и генерал Гудериан поднялись на невысокую трибуну. За пехотой пошла моторизованная артиллерия, потом танки. На бреющем полёте пронеслось над трибуной десятка два самолётов. Гудериан, показывая на них, пытался перекричать шум моторов: 

— Немецкие асы! Колоссаль! — кричал он. Я не удержался и тоже крикнул в ответ: 

— У нас есть лучше! 

— О, да! — ответил Гудериан без особой радости. 

Потом опять пошла пехота на машинах. Некоторые из них, как мне показалось, я уже видел. Очевидно, Гудериан, используя замкнутый круг близлежащих кварталов, приказал мотополкам демонстрировать свою мощь несколько раз … Наконец, парад закончился.Кривошеин. Междубурье, с. 261
Генерал Гудериан так описывает события в своих мемуарах:
В качестве вестника приближения русских прибыл молодой русский офицер на бронеавтомобиле, сообщивший нам о подходе их танковой бригады. Затем мы получили известие о демаркационной линии, установленной министерством иностранных дел, которая, проходя по Бугу, оставляла за русскими крепость Брест; такое решение министерства мы считали невыгодным. Затем было установлено, что район восточнее демаркационной линии должен быть оставлен нами к 22 сентября. Этот срок был настолько коротким, что мы даже не могли эвакуировать наших раненых и подобрать повреждённые танки. По-видимому, к переговорам об установлении демаркационной линии и о прекращении военных действий вообще не был привлечён ни один военный.

В день передачи Бреста русским в город прибыл комбриг Кривошеин, танкист, владевший французским языком; поэтому я смог легко с ним объясниться. Все вопросы, оставшиеся неразрешёнными в положениях министерства иностранных дел, были удовлетворительно для обеих сторон разрешены непосредственно с русскими. Мы смогли забрать всё, кроме захваченных у поляков запасов, которые оставались русским, поскольку их невозможно было эвакуировать за столь короткое время. Наше пребывание в Бресте закончилось прощальным парадом и церемонией смены флагов в присутствии комбрига Кривошеина.Гудериан. Воспоминания солдата

## В немецких документах
В экспозиции музея Брестской крепости приводится информация следующего содержания.
В Бресте, как следует из донесения командования группы армий «Север» 22 сентября 1939, «…состоялся торжественный марш одного русского и одного немецкого полков… Город и Цитадель переданы в праздничной форме русским».
Из письма Алоиза Шефера, майора 10-й моторизованной Баварской пехотной дивизии, написанного уже в 1941 году:
«Милая Хедвиг! Я приветствую тебя и наших детей в тот момент, когда бомбардировщики над нами с рёвом уносятся вперёд, тысячи стальных орудий немецкой артиллерии направлены за Буг на русские большевистские позиции, а пехота и танковые войска ожидают, чтобы высадиться и атаковать Советский Союз. Это начало битвы, которую я всегда предсказывал и которая рано или поздно должна была произойти. Трагично, что земля, на которую мы сейчас возвращаемся с оружием в руках, уже была в нашем владении в 1939 году, но мы должны были сами передать её большевикам. В Брест-Литовске даже прошёл по этому поводу совместный (!) парад…»

## Мнения историков
Российский историк Олег Вишлёв считает, что процедура торжественной передачи Бреста не была парадом, как его описывает строевой устав РККА 1938 года, а была «церемониальным выводом немецких войск под наблюдением советских представителей». Этого же мнения придерживается и историк Александр Дюков.
В 2011 году доктор исторических наук Владимир Мединский в своей книге «Война. Мифы СССР. 1939—1945» заявил, что парад в Бресте — это «популярный миф» и «его попросту не было», но он «возник благодаря искусному киномонтажу», в котором есть «что-то от знаменитых кадров высадки американцев на Луну». 14 мая 2012 года Мединский в прямом эфире на радио «Эхо Москвы» подтвердил свою точку зрения на то, что военного парада в Бресте «не было» и доказательства его проведения являются «фантасмагорической ложью, выдумкой и фотошопом того времени».
Позднее, уже как министр культуры России, Мединский заявил в интервью Владимиру Познеру, что не было именно совместного парада, подтвердив при этом, согласно своему толкованию данного исторического факта, организованный одновременный вывод немецких и ввод советских войск в Брест, за которым на трибуне совместно следили немецкие и советские военачальники.
Историк Александр Некрич пишет: «Завершение военных операций против Польши было отмечено затем совместными парадами вооружённых сил Германии и Советского Союза в Бресте и во Львове в первых числах октября [1939]». По информации немецкого командования, эти города немецкие части оставили 22 и 21 сентября, соответственно.
В 1980-х—1990-х годах в ряде работ приводилась информация о том, что совместные парады РККА и вермахта проходили и в других городах Польши.
Согласно работе российского историка Михаила Семиряги (1992), «в Гродно, Бресте, Пинске и в ряде других городов ещё до капитуляции Варшавы состоялись совместные парады (немцы их называли „парадами победы“) с участием войск обеих стран». Парад в Гродно при этом принимал командующий армейской группой В. И. Чуйков.
Однако после событий под Львовом, когда немецкая и советская армии имели ряд боевых столкновений, а сам отход немцев из-под Львова сопровождался постоянными артиллерийскими перестрелками, «советским и германским частям … вообще старались не давать возможности сближаться на расстояние более половины дневного перехода, то есть 20 км». Не могло быть парада и в самом Львове, так как «21 сентября 1939 г., в день капитуляции польского гарнизона перед Красной Армией, в городе не было ни одной немецкой части. Они были отведены на 10 км западнее Львова и готовились к отходу на рубеж р. Сан».
Олег Вишлёв и Михаил Мельтюхов называют парады в других городах мифом.

## Фотогалерея

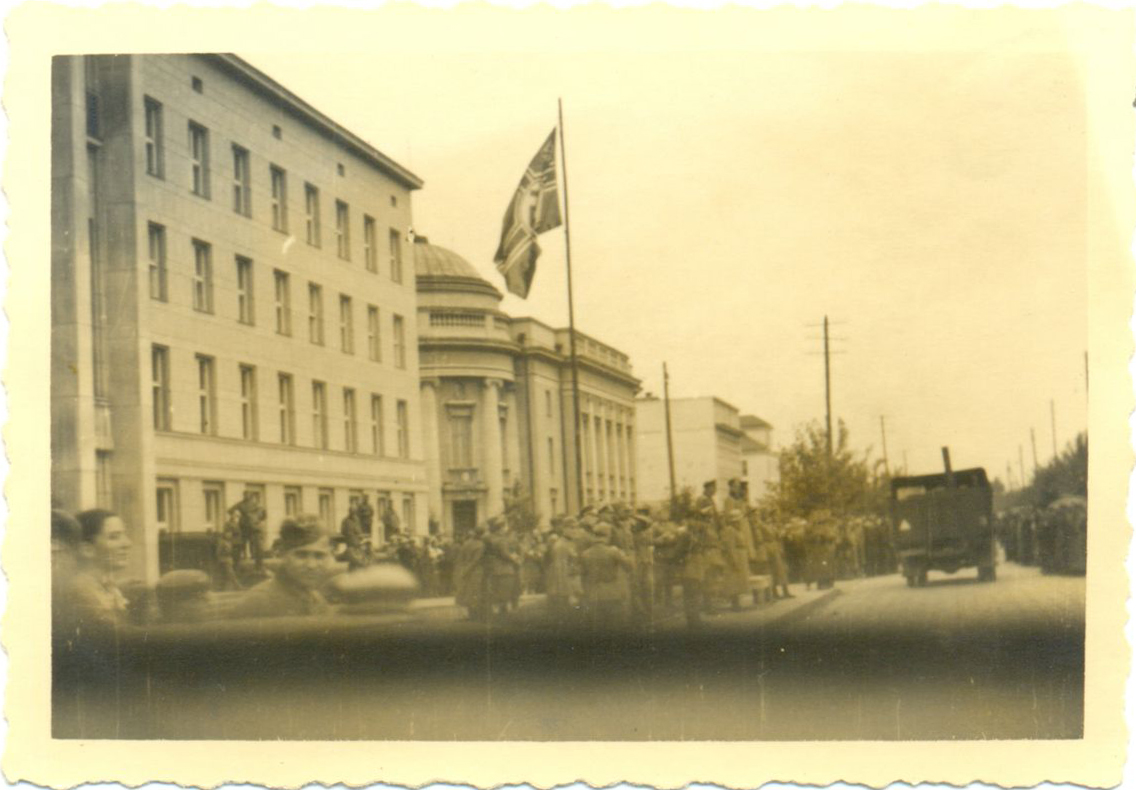
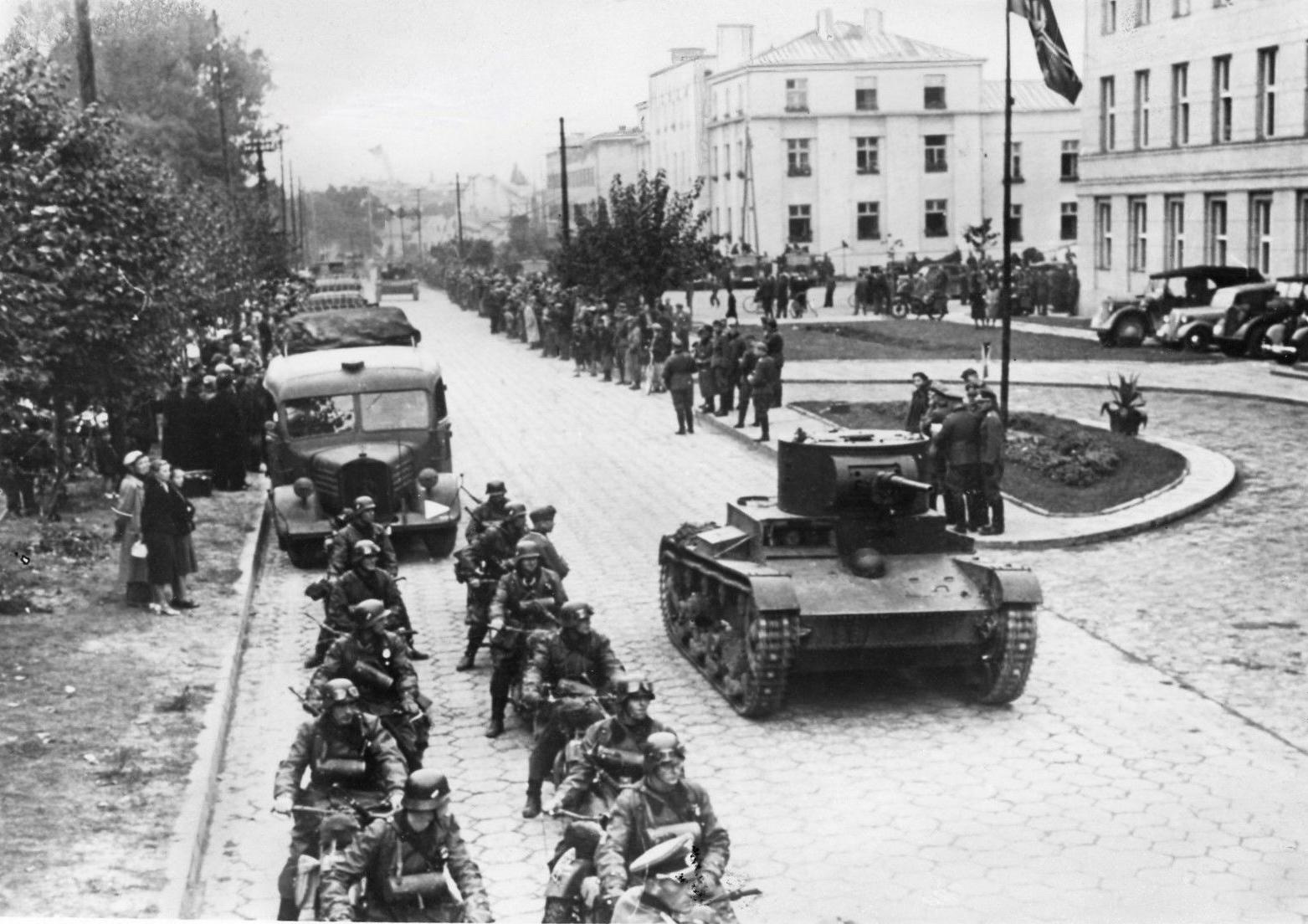
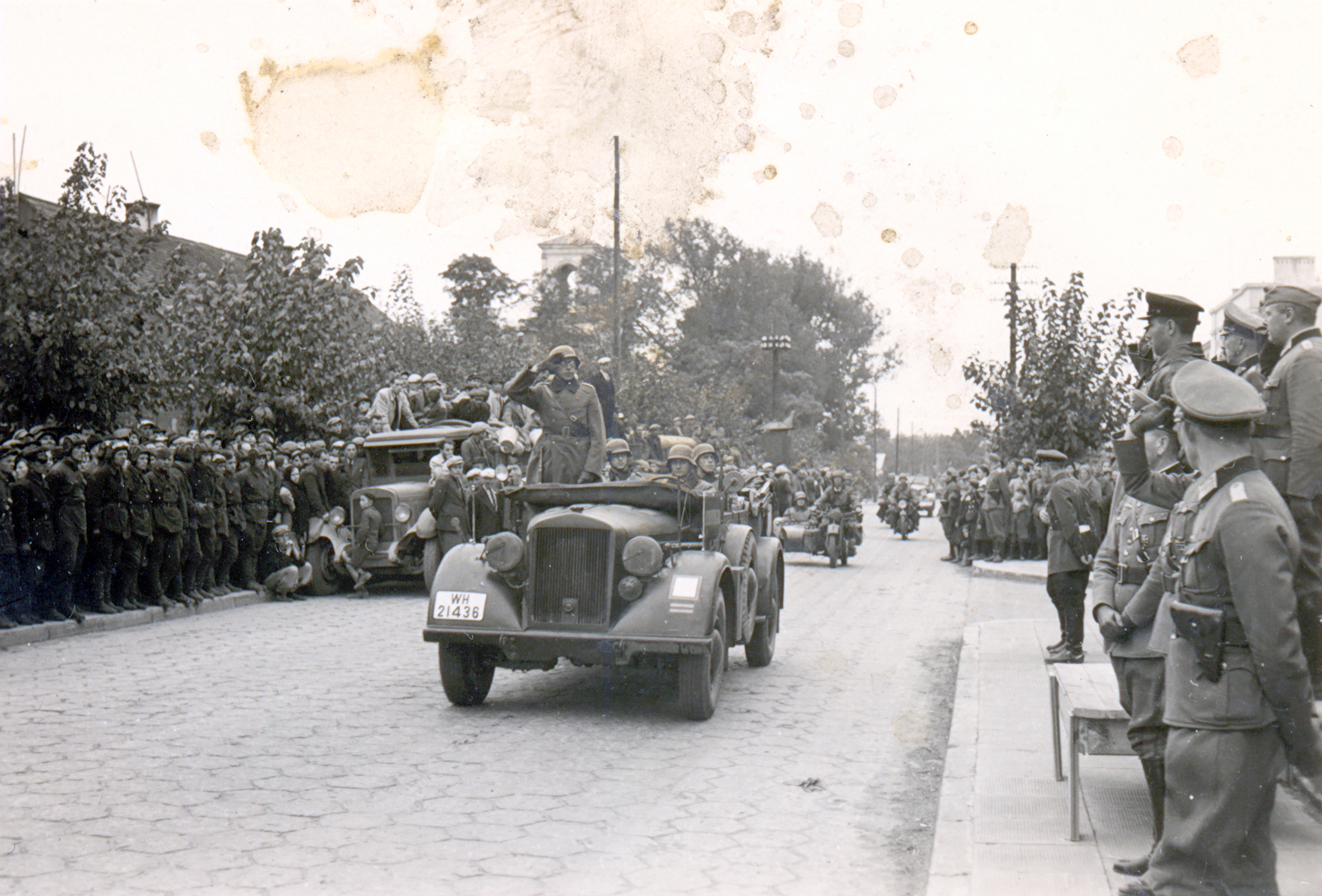
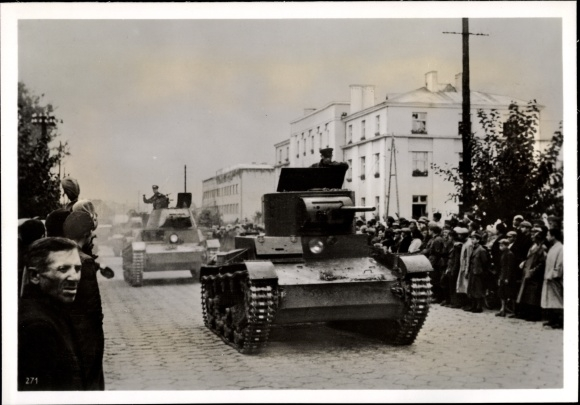
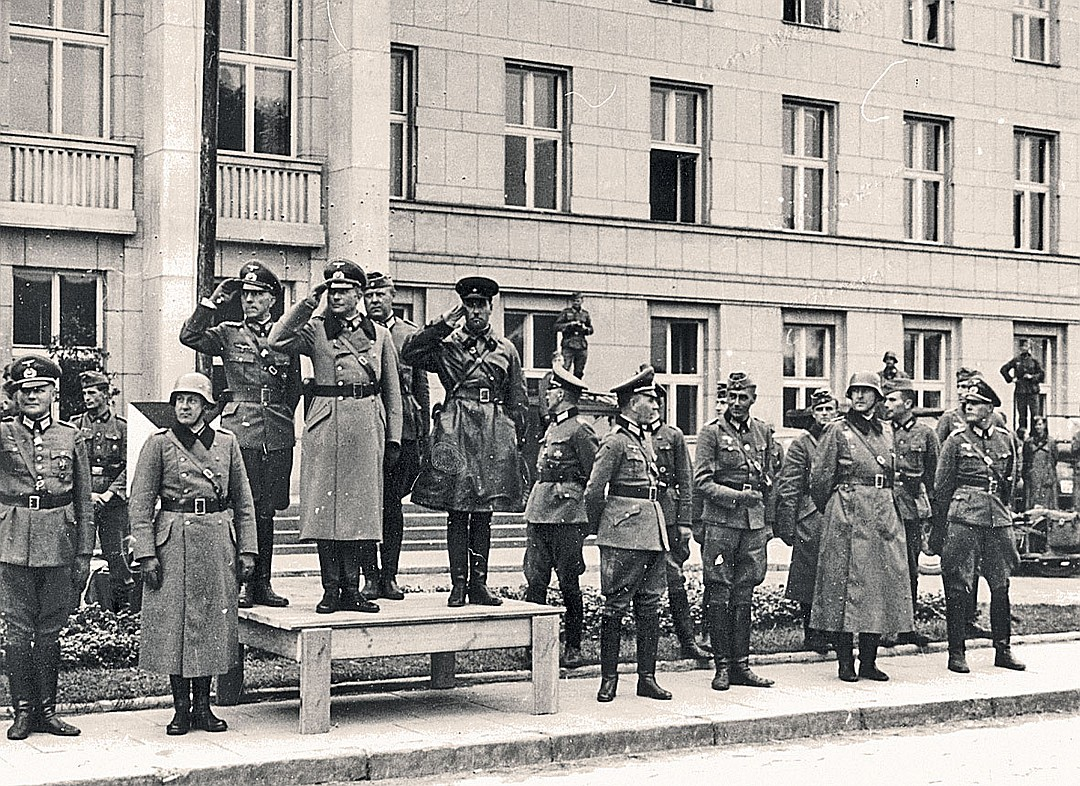
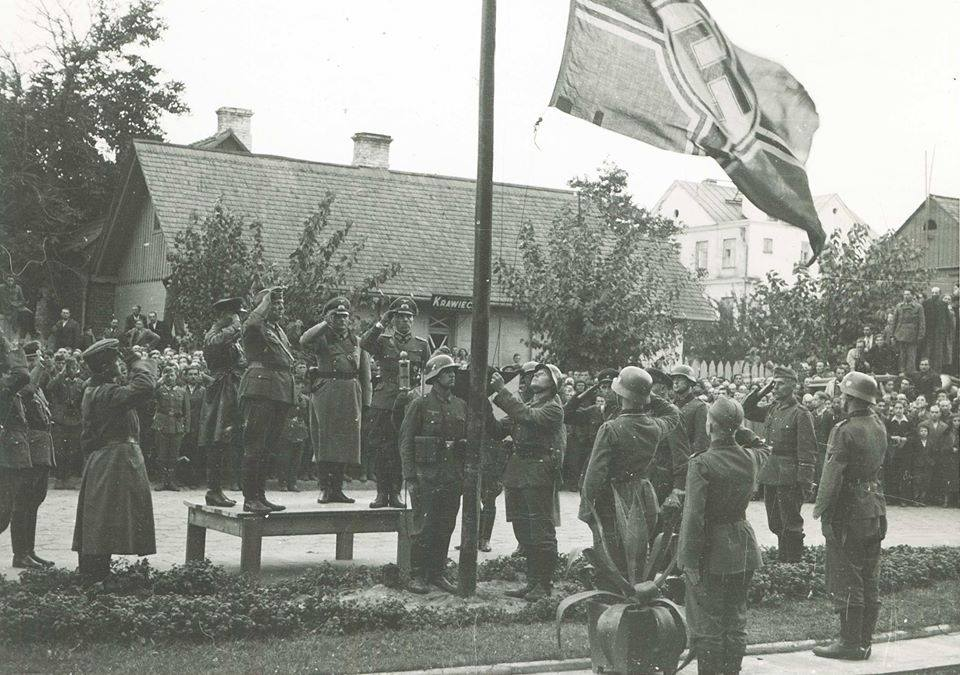